# STU Girls
STU Girls是樹德科大创作的虛擬偶像，在高雄市駁二以「電競女孩」形象現身，設定19歲，11月23日出生射手座。興趣是電玩、coser、電吉他、歌舞。頭髮为校徽顏色、经常帶電競耳機。